# Кућа славних ФИБА
ФИБА је 1. марта 2007. године отворила Кућу славних у Алкобендасу, предграђу Мадрида у Шпанији. Кућа је отворена у години прославе 75. годишњице оснивања ФИБА када је 18. јуна 1932. неколицина младих људи изборила независност руководећег тела од аматерског рукомета, који је тада имао контролу над кошарком.
Кућа славних у Алкобендасу је зграда од пет спратова и 2.000 m² која је била замишљена као надградња „Фондације Педра Фернандиза”, музеја у којем се чува наслеђе кошарке.
Главни циљ Куће славних је да овековечи историју међународне кошарке као и свих оних који су на њу имали значајан утицај. При избору прве генерације славних се руководило жељом да се ода признање људима који су неизмерно допринели кошарци, а који нису више међу живима. За разлику од истог таквог музеја у Спрингфилду у Масачусетсу у САД (која је заснована углавном на америчкој, НБА кошарци), овде признања добијају личности са свих меридијана који су допринели развоју и популарности кошарке.
У почетку је било у плану да се церемоније одржавају на сваке две године, а прва је одржана 2007. Тај образац је прекинут 2010. године када је церемонија одржана на дан финала Светског првенства 2010. у Истанбулу. Након тога, није било нових имена у Кући славних све до 2013. године када се церемонија одржала 19. јуна те године. Следеће уврштење заслужних личности у Кућу славних било је 2015. па затим 2016, 2017, 2019, 2020. и 2021. године.
Кандидати за Кућу славних подељени су у четири категорије: играчи (који су престали играти пре најмање пет година), тренери, званична лица (судије и делегати) и заслужне личности (функционери).